# آنته میروچویچ
آنته میروچویچ (انگلیسی: Ante Miročević؛ زادهٔ ۶ اوت ۱۹۵۲) بازیکن سابق فوتبال اهل مونته‌نگرو است.
از باشگاه‌هایی که در آن بازی کرده‌است می‌توان به باشگاه فوتبال شفیلد ونزدی اشاره کرد.
وی همچنین در تیم ملی فوتبال یوگسلاوی بازی کرده‌است.